# Departament warszawski (Prusy Południowe)
Departament warszawski (niem. Kammerdepartament Warschau), departament Prus Południowych istniejący w latach 1795–1807 ze stolicą w Warszawie.
Został utworzony w 1795 roku z terenów zagarniętych podczas III rozbioru Polski, położonych na południe i zachód od Wisły (Warszawa z Pragą, Błonie, Sochaczew, Czersk), do których dołączono część terenów zagarniętych w II rozbiorze Polski (Rawa, Brzeziny, Zgierz, Łódź, Łęczyca, Kutno, Gostynin, Łowicz, Skierniewice) a należących uprzednio (1793–1795) do departamentu piotrkowskiego. W 1807 r., w związku ze zniesieniem Prus Południowych i wycofaniem administracji pruskiej, departament przekształcono w departament warszawski Księstwa Warszawskiego.
Departament kaliski dzielił się na 11 powiatów:
- - powiat błoński
  - powiat brzeziński
  - powiat czerski
  - powiat gostyniński
  - powiat łęczycki
  - powiat orłowski
  - powiat rawski
  - powiat sochaczewski
  - powiat warszawski
  - powiat zgierski